# ハドルト地区
ハドルト地区（ハドルトちく、アルメニア語: Հադրութի շրջան、ロシア語: Гадрутский район）は、かつてアゼルバイジャンのナゴルノ・カラバフを実効支配していたアルツァフ共和国（ナゴルノ・カラバフ共和国）の地区（ラヨン）。中心都市はハドルト。2020年ナゴルノ・カラバフ紛争以降は名目上の存在となっている。
アルツァフの南東部に位置し、北をマルトゥニ地区、東をアゼルバイジャン、南をイラン、西をカシャタグ地区、北西をシュシー地区とアスケラン地区と接していた。アゼルバイジャンの行政区画ではホジャヴェンド県、ジャブライル県、フィズリ県の一部と重複する。
旧ナゴルノ・カラバフ自治州に設置されていた同名の地区を前身とする。ナゴルノ・カラバフ戦争（第一次ナゴルノ・カラバフ戦争）で旧自治州外のホジャヴェンド県とフィズリ県の一部を占領し領域を拡大した。2020年ナゴルノ・カラバフ紛争でほぼ全域をアゼルバイジャン軍に占領された後、11月10日発効の停戦協定で正式に返還した。ただしKhtsaberdとKohne Taghlarは周囲をアゼルバイジャン領に囲まれた飛び地として、同年12月14日頃までアルツァフが実効支配していた。
面積は1876.8平方キロメートル、人口は1.2万人（2020年）だった。

## 歴史
前身はアゼルバイジャン・ソビエト社会主義共和国内のナゴルノ・カラバフ自治州に設置されていた同名の地区。ナゴルノ・カラバフ戦争中の1991年5月、ソ連軍とアゼルバイジャンは合同でアルメニア人の排除を目的とした円環作戦を実施し、複数の村でアルメニア人住民の強制移住が行われた。9月2日に自治州がナゴルノ・カラバフ共和国（現在のアルツァフ）として独立宣言後、改めてハドルト地区が発足した。なおアゼルバイジャン政府は11月26日に自治州を廃止し、マルトゥニ地区とハドルト地区は合併してホジャヴェンド県になった。1993年末に、アルメニア人勢力はホジャヴェンド県とフィズリ県の一部を占領した。戦争中、地区の約3割に当たる土地が破壊され、340人以上が亡くなった。
2016年ナゴルノ・カラバフ紛争ではララタパの丘をアゼルバイジャン軍に占領された。
2020年9月27日に開戦したナゴルノ・カラバフ紛争（第二次ナゴルノ・カラバフ戦争）では激戦が繰り広げられた。アゼルバイジャン軍はジャブライル、ハドルト、フィズリを次々と奪還し、10月末までにハドルト地区のほぼ全域を支配下に置いた。KhtsaberdとKohne Taghlarの2村は周囲をアゼルバイジャン軍に包囲されるも占領されることはなく、11月10日の停戦協定発効後もアルツァフ領であり続けた。アゼルバイジャン軍は停戦協定に反して12月12日に2村へ侵攻し、14日までに2村を支配下に置いた。
実効支配地域を完全に失った後もハドルト地区は名目上存続しており、2021年1月18日にアルツル・バルダサリャンが行政長官に就任した。

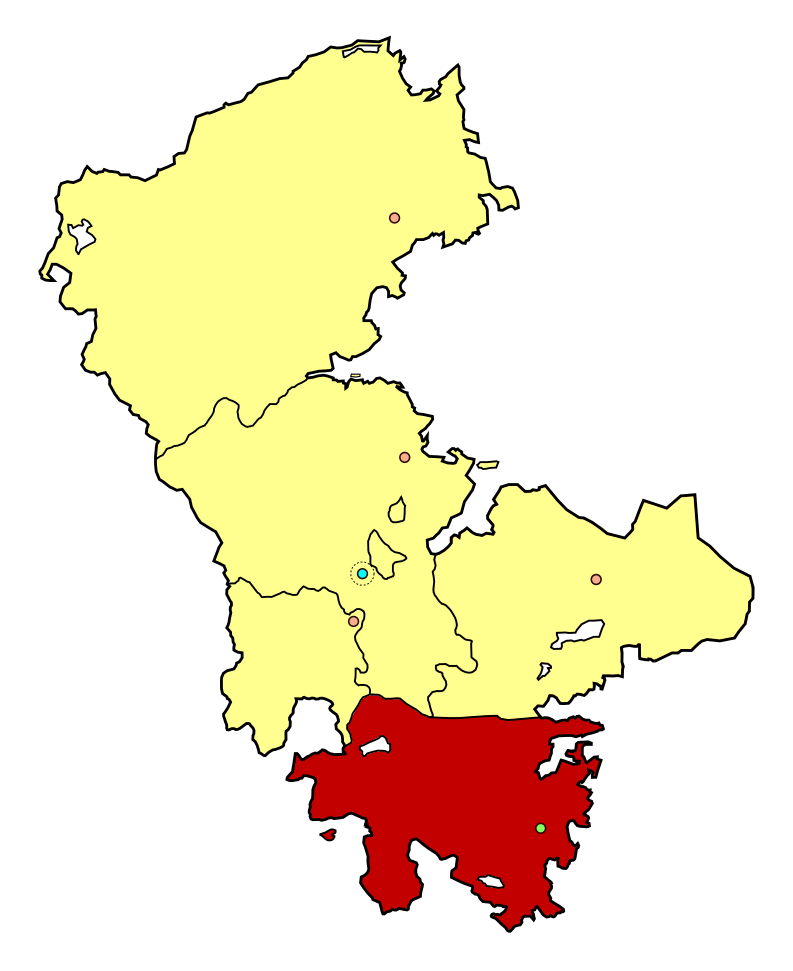
自治州時代の領域
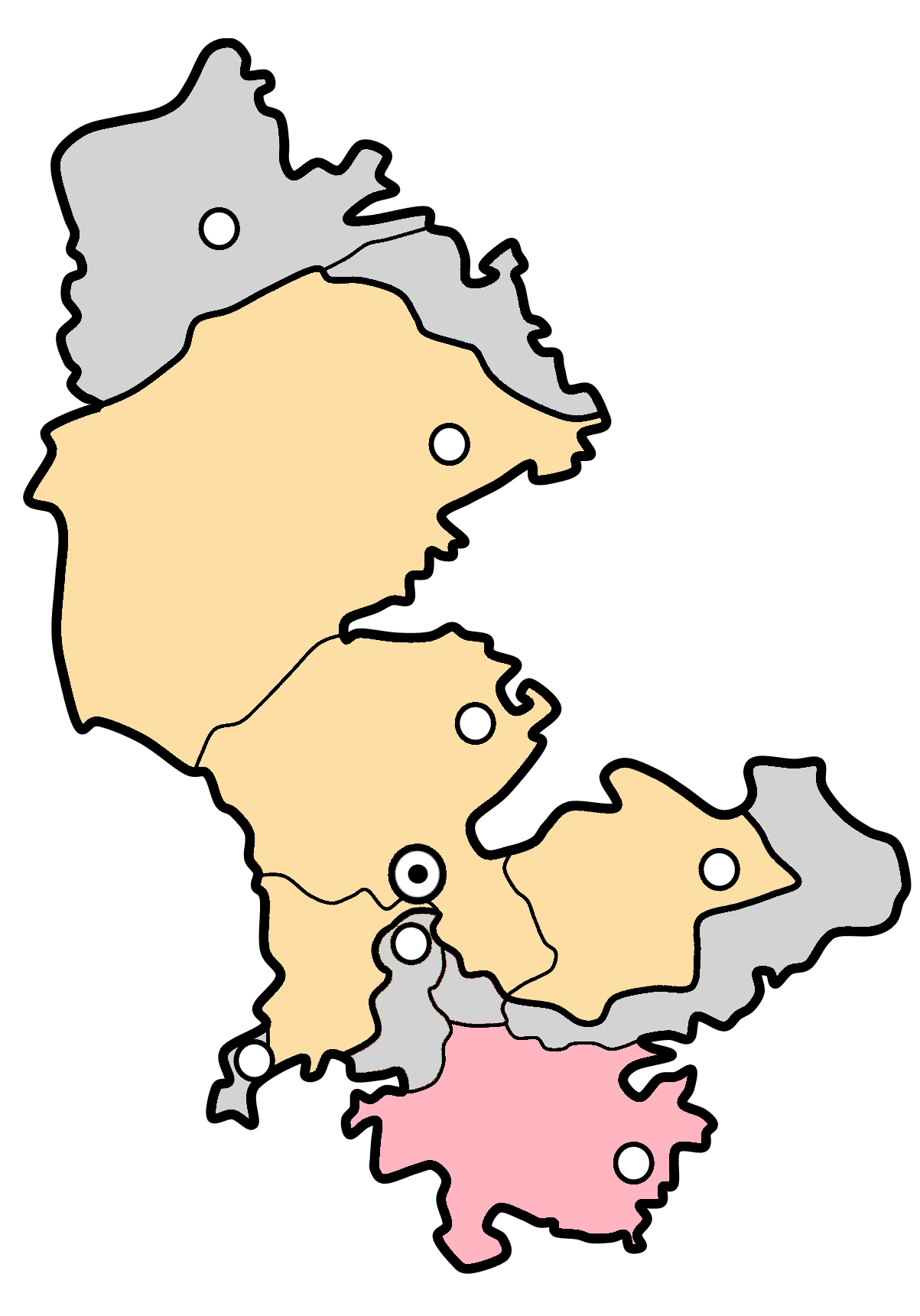
2020年以降の領域（全域が実効支配外）
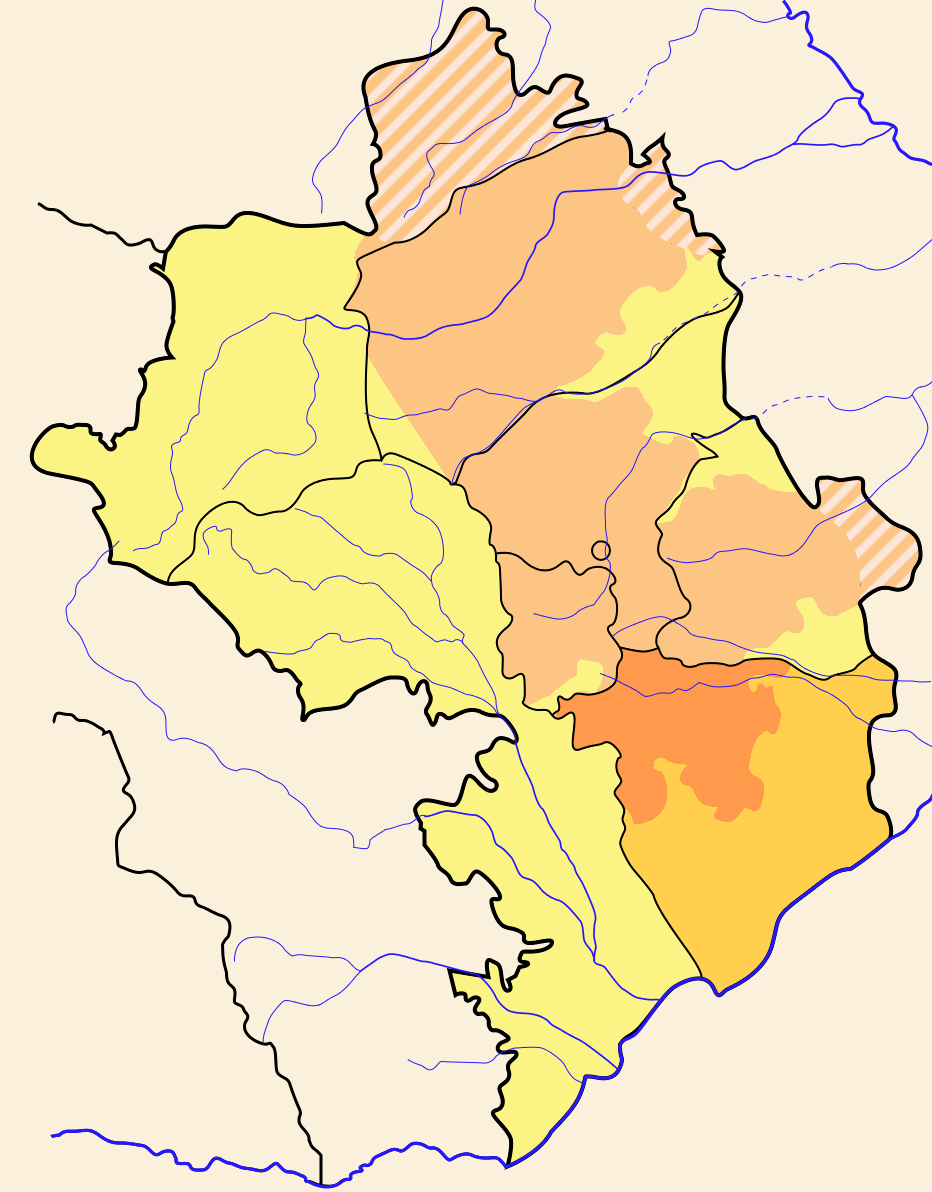
旧自治州と2020年までのハドルト地区を重ね合わせた地図

## 地理
地区南部と南東部は平地、北と北西部は落葉樹林と高山の牧草地で覆われた山岳地帯となっている。
気候は乾燥した亜熱帯。年間平均気温は低地で11.7度、高地ではマイナス1度。年間平均降水量は500〜700mm。

## 都市
2020年1月時点で1都市と29農村共同体が所属している。
以下は2005年国勢調査に記載されている都市の一覧である。カッコ内はアゼルバイジャン語名。追記のない都市は2020年の紛争中に喪失した。
都市
- ハドルト

村
- Aygestan（Qoçbəyli）
- アゾク（英語版）（アジク）
- Aknaghbyur（Ağbulaq）
- Arakel（Arakül）
- Arevshat（Dolanlar）
- Banadzor（Binədərəsi）
- Drakhtik（Zoğalbulaq）
- Taghaser（Tağaser）
- Taghut（Ataqut）
- Khandzadzor（Ağcakənd）
- Khtsaberd（Çaylaqqala、2020年12月14日頃まで領有）
- Tsakuri（Hünərli）
- Tsamdzor（Dərəkənd）
- Hakhlu（Axullu）
- ハカク（英語版）（アグダム）
- Kohne Taghlar（Hin Tagher、2020年12月14日頃まで領有）
- Mariamadzor（Məmməddərə）
- Mets Taghlar（Mets Tağlar）
- Mokhrenes（Susanlıq）
- Norashen（Günəşli）
- Pletants（Bulutan）
- Jrakus（Çiraquz）
- Vardashat（Edişə）
- Togh（Tuğ）
- Tumi（Binə）
- Ukhtadzor（Edilli）
- Qyuratagh（Düdükçü）
- Karmrakuch（Qırmızıqaya）

## 住民
2020年1月1日時点の法定人口は12,000人で、総人口の8%を占める。住民のほとんどはアルメニア人である。アルツァフの支配下になる前はアゼルバイジャン人も居住していたが、第一次ナゴルノ・カラバフ戦争の際にほとんどが脱出している。
国勢調査の地区人口および民族別人口の変遷は以下の表のとおり 。
| 民族               | 1939年 | 1959年 | 1970年 | 1979年 | 2005年 | 2015年 |
| ------------------ | ------ | ------ | ------ | ------ | ------ | ------ |
| アルメニア人       | 25,975 | 15,676 | 13,937 | 12,489 | 11,980 | -      |
| アゼルバイジャン人 | 727    | 1,031  | 1,665  | 2,239  | 1      | -      |
| ロシア人           | 349    | 74     | 150    | 39     | 14     | -      |
| その他             | 77     | 27     | 185    | 25     | 10     | -      |
| 地区人口           | 27,128 | 16,808 | 15,937 | 14,792 | 12,005 | 12,081 |

## 経済
住民は主に農業、畜産、園芸などの農業に従事している。また花崗岩の採掘が行われている。

## 観光地

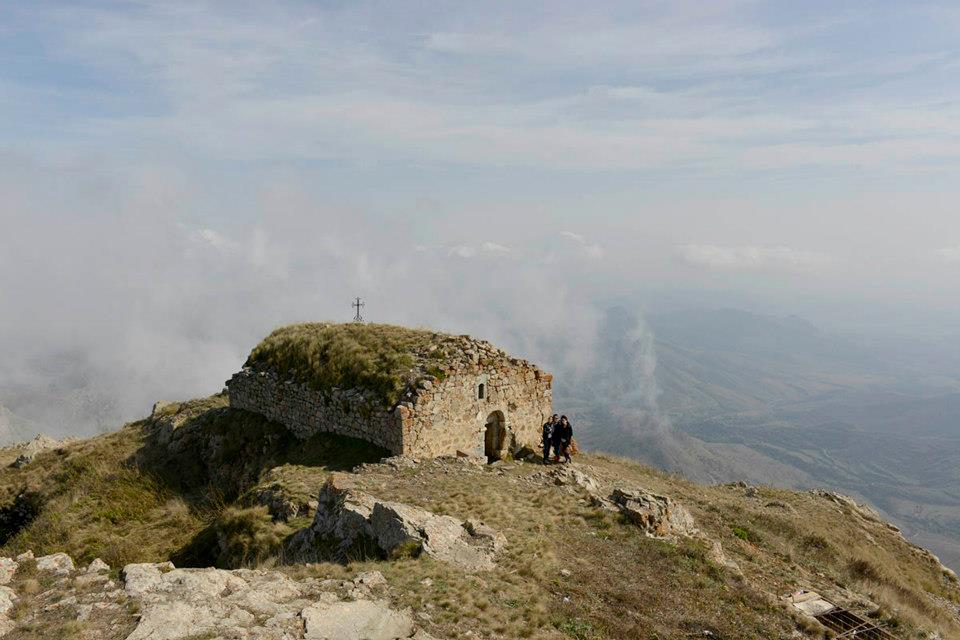
カタロヴァンク修道院（2015年撮影）

多くの修道院、教会、集落跡、歴史的建造物が残っており、「カラバフを指輪に例えるなら、ハドルトはその指輪のダイヤモンドである」という言葉もある。著名な観光地として、先史時代の遺跡であるアゾク洞窟、4世紀に造られたカタロヴァンク修道院、13世紀に造られたGtichavank修道院、18世紀に造られたTogh's Melikian宮殿、ソ連空軍元帥のセルゲイ・フジャコフの生家を改装した博物館がある。